# 北洋陸軍講武堂
北洋陸軍講武堂，俗稱北洋講武堂、天津講武堂，位於今日天津市北辰區青光鎮韓家墅村附近。
清光緒三十二年（1906年）北洋大臣袁世凱因編練新軍，有感於軍官學科、術科能力不足，奏請朝廷所建，校地四百畝，耗資白銀四十八萬兩，時稱「陆军第一講武堂」。與奉天講武堂、昆明講武堂合稱「三大講武堂」。